# Pierre Bédat de Monlaur
Pour les articles homonymes, voir Bédat et Monlaur.
Pour les autres membres de la famille, voir Famille Bédat.
Pierre Bédat de Monlaur, né à Saint-Médard, au château de la Flourette, le 22 avril 1907 et mort à Paris le 16 février 1990, est un poète français.
Pierre Bédat était le fils de Joseph Bédat et d'Yvonne Pérès, elle-même fille de Joseph-Ferdinand Pérès, médecin à Vic-Fézensac, et de Marthe-Caroline d'Escoubès de Monlaur. Ce n'est qu'en 1928, après le décès de son père, et alors qu'il a atteint l'âge de vingt et un ans, qu'il prend le nom de Bédat de Monlaur.

## Œuvres
Les poèmes de Pierre Bédat de Monlaur sont consacrés aux terres de son enfance : « Garden Party au Château de la Flourette », « Pays Mirandais », « Terre d’Astrarac ». Dans son conte, Le Meunier gascon, il évoque les antagonismes politiques entre ceux qu’on appelait alors les conservateurs et les républicains.
Il publie sept recueils de poésies, deux contes et une collaboration dans un ouvrage culinaire. Ses villanelles, genre poétique ancien, en treize vers bâtis sur deux rimes seulement, furent en grande partie mises en musique par Arthur Honegger et Francis Casadesus et jouées en concert.
Il connut plusieurs artistes de la première moitié du XXe siècle : le compositeur Arthur Honegger, les écrivains Anna de Noailles, Joseph de Pesquidoux et Jean Cocteau, le peintre Kees van Dongen qui fit son portrait : « L’homme au gilet bleu ».

## Publications
- Vers l'île mystérieuse, poèmes (1932)
- L'Enthousiasme, poèmes (1934)
- Le Meunier gascon, contes du pays d'Oc (1936)
- Laques et broderies, poèmes (1939)
- Villanelles (1942)
- Les Contes du lézard, contes du pays de Gascogne (1943)
- Henri-Quatre, le Vert-Galant : Villanelles (1986)